# 野球中華民国代表
- 野球台湾代表
- 野球中華台北代表
- 野球チャイニーズタイペイ代表

野球中華民国代表（やきゅうちゅうかみんこくだいひょう）は、中華民国（台湾）における野球のナショナルチームである。国際大会では一つの中国問題から、1981年のローザンヌ協定以降は「チャイニーズタイペイ」（中華台北）名義を使用するほか、大会によっては「中華」「台湾」名義を使用することもある。

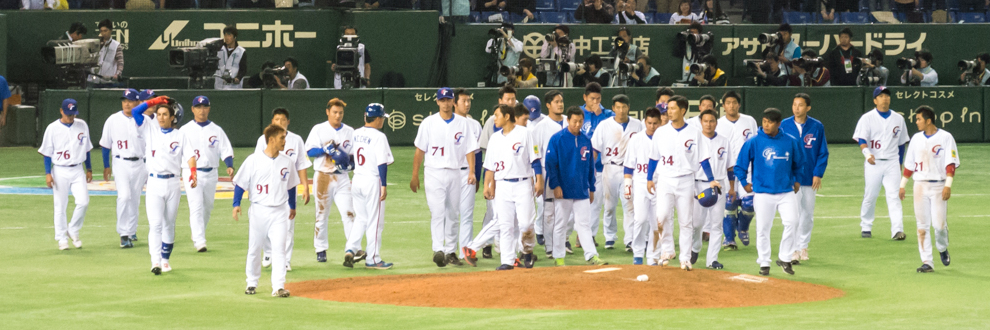
野球台湾代表

## 概説
1984年に公開競技として開催されたロサンゼルスオリンピックでは銅メダルを獲得した。
1992年には、正式競技となったバルセロナオリンピックで銀メダルを獲得している。
2001年の第31回IBAFワールドカップは、自国開催だった。この大会では、日本を下し3位になっている。
2004年のアテネオリンピックでは、アジア予選で韓国を破り3大会ぶりの出場になった。ただ、予選リーグで敗退となった。
2006年から開催されることとなったワールド・ベースボール・クラシック(WBC)では王建民や陳金鋒ら主力が辞退したこともあり、日本における1次ラウンドで敗退した。
2007年の第24回アジア野球選手権大会では韓国、日本に敗れて3位となったが、世界最終予選に進出した。
2007年12月20日、成績不振の責任を取る形で郭泰源が代表監督を辞任、後任にLa Newベアーズ監督の洪一中が監督に就任した。
洪一中監督で挑んだ2008年北京オリンピックでは予選リーグで中国に歴史的敗戦を喫するなど5位で予選敗退、その後洪一中監督が退任し後任には輔仁大学野球部監督の葉志仙が就任した。
2009年の第2回WBCでは、初戦で韓国に0－9で大敗すると中国にも1－4で敗れ1勝もすることなく1次ラウンドで姿を消した。そのため第3回WBCでは予選から出場することとなった。
2012年3月に、東京ドームで日本代表と「東日本大震災復興支援ベースボールマッチ」という特別試合を行った。11月10日に、キューバ代表とサンダーシリーズという国際試合を行った。11月15日からの第3回WBC予選では予選を勝ち抜き本大会へ進出。
2013年の第3回WBC本戦では、1次ラウンドを2勝1敗の1位で初めて突破したものの2次ラウンドで日本、キューバに敗れ敗退した。11月に日本と「2013 BASEBALL CHALLENGE 日本 VS チャイニーズ・タイペイ」という特別試合が行われた。
2015年に始まった野球の国際大会の2015 WBSCプレミア12では、自国で開催されたがグループリーグで敗退し、決勝トーナメントに進めなかった。
2016年10月から11月にかけて第1回WBSC U-23ワールドカップに出場。
2017年3月には第4回WBCに出場したが、1勝も挙げることなく1次ラウンドで敗退した。この結果については、プロとアマの対立を問題視している意見も出た。
2023年の第5回WBCに出場。2大会ぶりとなる自国開催権も手に入れた。自国で行われたプールAでは全チーム2勝2敗で終えたが、負けた試合での失点が大きく順位が最下位となり、1次ラウンドで敗退した。
2024年の2024 WBSCプレミア12に出場。自国で行われたグループBでは4勝1敗でスーパーラウンド進出。そして、1勝2敗でスーパーラウンドの2位として決勝進出。決勝で日本代表を4－0で下し、主要国際大会での初優勝を遂げた。ちなみに大会期間中には、突如予告されていた先発投手の変更を強行し、大会主催者のWBSCから罰金を課されている。
前述の通り、2023年の第5回WBCで最下位となった為、第6回WBCは予選からの出場となった。2025年2月に地元台北で開催された予選を勝ち抜き、本大会出場を決めた。また予選期間中には、電子機器を不適切に使用したとして、主催者のMLBから罰金を課された。

## 国際大会

### ワールド・ベースボール・クラシック
| 回 | 年   | 開催地                                                                       | 順位            |
| -- | ---- | ---------------------------------------------------------------------------- | --------------- |
| 1  | 2006 | アメリカ合衆国の旗 · 日本の旗 · プエルトリコの旗                             | 1次ラウンド敗退 |
| 2  | 2009 | アメリカ合衆国の旗 · 日本の旗 · プエルトリコの旗 · メキシコの旗 · カナダの旗 | 1次ラウンド敗退 |
| 3  | 2013 | アメリカ合衆国の旗 · 日本の旗 · プエルトリコの旗 · 中華民国の旗              | 2次ラウンド敗退 |
| 4  | 2017 | アメリカ合衆国の旗 · 日本の旗 · 大韓民国の旗 · メキシコの旗                  | 1次ラウンド敗退 |
| 5  | 2023 | アメリカ合衆国の旗 · 日本の旗 · 中華民国の旗                                 | 1次ラウンド敗退 |
| 6  | 2026 | アメリカ合衆国の旗 · 日本の旗 · プエルトリコの旗                             | 出場権獲得      |

### オリンピック
| 回 | 年   | 開催地       | 順位     |
| -- | ---- | ------------ | -------- |
| 25 | 1992 | バルセロナ   | 準優勝   |
| 26 | 1996 | アトランタ   | 予選敗退 |
| 27 | 2000 | シドニー     | 予選敗退 |
| 28 | 2004 | アテネ       | 5位      |
| 29 | 2008 | 北京         | 5位      |
| 32 | 2020 | 東京         | 予選敗退 |
| 34 | 2028 | ロサンゼルス |          |

### WBSCプレミア12
| 回 | 年   | 開催地                                                | 順位 |
| -- | ---- | ----------------------------------------------------- | ---- |
| 1  | 2015 | 日本の旗 · 中華民国の旗                               | 9位  |
| 2  | 2019 | 日本の旗 · 中華民国の旗 · 大韓民国の旗 · メキシコの旗 | 5位  |
| 3  | 2024 | 日本の旗 · 中華民国の旗 · メキシコの旗                | 優勝 |
| 4  | 2027 |                                                       |      |

### ワールドカップ
- 1984年 - 準優勝
- 1986年 -  3位
- 1988年 -  3位
- 2001年 -  3位

### インターコンチネンタルカップ
- 1983年 -   3位
- 2006年 -   3位

### イタリアンベースボールウィーク
- 2005年 -   3位
- 2007年 -  準優勝
- 2009年 -  準優勝
- 2010年 - 不参加
- 2012年 -   3位
- 2014年 - 不参加
- 2016年 - 不参加

### アジア プロ野球チャンピオンシップ
- 2017年 -   3位
- 2023年 -   3位

## 歴代監督
- 郭泰源 (2007 , 2015 - 2017)
- 洪一中 (2007 - 2008 , 2019)
- 葉志仙（中国語版） (2008 - 2010)
- 陳威成（中国語版） (2011)
- 謝長亨 (2012 - 2013)
- 呂明賜 (2013 - 2014)
- 林岳平（中国語版） (2023)
- 曾豪駒 (2024)

## 歴代代表選手

### オリンピック
- 1992年バルセロナオリンピックの野球競技・チャイニーズタイペイ代表

### WBC
- 2006 ワールド・ベースボール・クラシック・チャイニーズタイペイ代表
- 2009 ワールド・ベースボール・クラシック・チャイニーズタイペイ代表
- 2013 ワールド・ベースボール・クラシック・チャイニーズタイペイ代表
- 2017 ワールド・ベースボール・クラシック・チャイニーズタイペイ代表
- 2023 ワールド・ベースボール・クラシック・チャイニーズタイペイ代表

### プレミア12
- 2015 WBSCプレミア12 チャイニーズタイペイ代表
- 2019 WBSCプレミア12 チャイニーズタイペイ代表
- 2024 WBSCプレミア12 チャイニーズタイペイ代表

### アジアプロ野球チャンピオンシップ
- 2017 アジア プロ野球チャンピオンシップ チャイニーズタイペイ代表
- 2023 アジア プロ野球チャンピオンシップ チャイニーズタイペイ代表

### その他
- 東日本大震災復興支援ベースボールマッチ#プロ野球台湾代表
- 2015 ワールドポート・トーナメント チャイニーズタイペイ代表